# Маммография

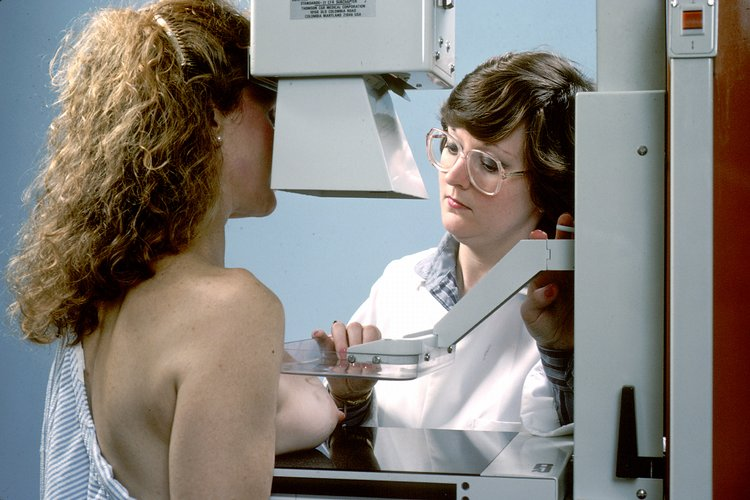
Рентгеновская маммография

Маммогра́фия (от лат. mamma «молочная железа» + греч. γραμμα «запись») — раздел медицинской диагностики, занимающийся неинвазивным исследованием молочной железы, преимущественно женской.

## Сущность метода

### Рентгеновская маммография

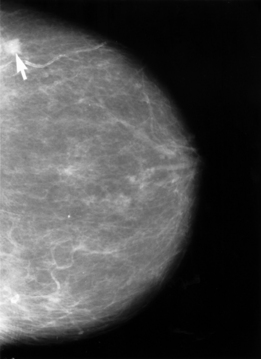
Маммограмма, на рентгеновском снимке молочной железы стрелкой показано злокачественное образование.

В настоящее время в мире в подавляющем большинстве случаев для диагностики рака женской молочной железы (РМЖ) используют рентгеновскую проекционную маммографию, пленочную (аналоговую) или цифровую. В Европе и странах Северной Америки цифровая маммография на основе детекторов прямого преобразования постепенно вытесняет плёночную из-за наличия больших возможностей по работе с полученным изображением и возможности интеграции с медицинской информационной сетью. Причём в рутинной цифровой рентгенографии применяются детекторы на основе a-Si (аморфного кремния), а в цифровой маммографии детекторы на основе a-Se (аморфного селена) вследствие прямого преобразования сигнала и отсутствия промежуточных этапов в получении рентгеновского изображения у селеновых детекторов. Самыми первыми и самыми старыми аппаратами (с 2000 года) на рынке являются маммографы General Electric (детекторы aSi с разрешением 4 пары линий на мм).
Следует отметить, что согласно рекомендации ВОЗ достаточным для диагностики РМЖ на ранних стадиях является аппарат, позволяющий получать изображение, с разрешением не менее 20 пар линий на миллиметр, для аналоговых, и 20 пикселей на мм², для цифровых установок. Аппараты с меньшим разрешением для ранней диагностики образований молочной железы не пригодны.
Кроме разрешающей способности маммографов, следует учесть эффективность преобразования, которая напрямую указывает на то, сколько информации не будет потеряно. Например, если разрешение рентгеновской плёнки составляет 20 пар линий на мм, то уже разрешение системы экран-плёнка, при использовании неспециализированных экранов, только 10 пар линий на мм. В связи с этим крайне важным для получения качественных маммограмм является использование специализированных плёнок и экранно-кассетных устройств, обязательным является соблюдение специализированных режимов проявки, при использовании баков-танков, или использование обладающих подобными режимами проявочных машин. Технические параметры, оснащение и регламент выполнения процедуры описаны в приказе Министерства здравоохранения и социального развития от 15.03.2006 года № 154 и приложениях к нему.
Российская промышленность в настоящее время не производит цифровых маммографов, обладающих качеством изображения, соответствующим стандартам ВОЗ. Также следует отметить, что многие из представленных на российском рынке импортных цифровых маммографов также не соответствуют критериям качества, рекомендуемым ВОЗ.
Рентгеновская маммография является золотым стандартом для выявления рака молочной железы, так как обладает самой высокой специфичностью (более 92 %). В развитых странах Европы все женщины старше 45 лет проходят обязательную процедуру рентгеновской маммографии, что позволило значительно снизить смертность от рака молочной железы. В России обязательным является регулярное обследование женщин старше 40 лет.

### Томосинтез
Существующая цифровая маммография оперирует понятиями двухмерного пространства. Получаемая маммограмма — это проекция с наложением всех структур органа. При жировой инволюции цифровая маммография показывает хорошие данные по выявляемости заболеваний молочной железы. Но цифры выявляемости заболеваний молочной железы падают с увеличением плотности и наложением структур. В последние годы, для диагностики объёмных образований молочной железы начинает применяться томосинтез молочной железы (DBT), который позволяет представить изображение молочной железы в виде тонких срезов. Как и в компьютерной томографии, данные для трёхмерной реконструкции берутся путём смещения излучателя. Получается серия снимков, на которых объекты расположенные на разной высоте, смещаются по-разному. Путём математической обработки, данная серия изображений преобразуется в серию срезов. Как и КТ и МРТ, в томосинтезе изображение построено из вокселей, срезы показываются с промежутком в 1 мм. Однако следует понимать, что данная методика прошла недостаточное количество клинических испытаний, и её эффективность в обнаружении ранних признаков онкологической патологии молочной железы, по-прежнему остаётся сомнительной. ВОЗ не включает данную процедуру в список рекомендованных диагностических манипуляций для данной группы патологий.

### МРТ маммография
В настоящее время существует метод магнито-резонансной томографии (МРТ). Он не использует рентгеновского излучения, не является ионизирующим, то есть вредное мутагенное влияние рентгеновского излучения на пациентку отсутствует. Однако, метод МРТ-маммографии на сегодня — более дорогостоящий и менее эффективный, чем классическая рентгеновская маммография. Кроме того, физические особенности данного метода не позволяют отображать микрокальцинаты, заставляя врачей ставить диагноз по другим признакам, часто менее ясным и особенным. МРТ-исследование молочных желез должно проводиться с использованием контрастного вещества, без его применения диагностическая ценность метода мала. Современные аппараты МРТ при контрастировании позволяют проводить даже спектроскопию подозрительных участков, исследовать обмен отдельных элементов, диагностировать злокачественное перерождение на относительно ранних этапах.
Сравнительно высокая стоимость и более низкая эффективность МРТ маммографии делает рентгеновскую маммографию на сегодняшний день и в ближайшем будущем наиболее распространённым исследованием.

### Оптическая маммография
Оптические маммографы можно разделить на проекционные и томографические (см. также Интроскопия). Кроме того, в ряде разрабатываемых оптических маммографов реализована также функция отображения пространственных распределений введённых люминофоров, и такие аппараты получили название оптических люминесцентных маммографов.
В настоящее время оптические маммографы находятся на уровне прототипов и проходят клинические испытания.

### Ультразвуковая маммография
Метод ультразвуковой диагностики, в силу структуры тканей молочной железы, имеет в данное время ограниченные возможности, но широко применяется у молодых женщин. Он остаётся лишь дополнительным методом диагностики заболеваний грудной железы, хотя имеет ряд преимуществ в различении жидкостных и твердотельных образований.
Ультразвуковая маммография стала применяться для диагностики различных заболеваний молочной железы сравнительно недавно. Но диагностическая ценность этого метода, в некоторых случаях, не ниже традиционного, рентгеновского. При ультразвуковом исследовании не используются вредные излучения, как при рентгенографии. Ультразвуковое исследование совершенно безболезненно.
УЗИ (ультразвуковая диагностика) молочной железы позволяет свободно получать образы молочной железы в различных проекциях. На полученных изображениях хорошо просматриваются кисты — округлые полости, заполненные жидкостью, доброкачественные и злокачественные опухоли, различные дисплазии молочной железы. Ультразвуковое исследование является как самостоятельным методом выявления доброкачественных и злокачественных образований, так и дополнительным, применяемым в совокупности с рентгеновской маммографией. В ряде случаев ультразвук превосходит маммографию — при исследовании плотных молочных желез у молодых женщин; у женщин, имеющих фиброзно-кистозную мастопатию; в выявлении кист. Кроме того, ультразвуковые сканеры используются для динамического наблюдения за уже выявленными доброкачественными новообразованиями молочной железы, чтобы определить, не произошло ли каких-либо изменений. Во время беременности и в период кормления грудью ультразвук является ведущим методом исследования молочных желез.
Использование высокочастотного датчика обеспечивает достаточную разрешающую способность для определения образований даже малого размера.

### Контрастная маммография
Новый метод исследования, показывающий степень накопления в различных структурах железы заранее введенного контрастного вещества. 
Обычно, образования злокачественной природы имеют усиленное кровоснабжение, и активно накапливают контрастные препараты. Процедура начинается с внутривенного введения йод-содержащего контрастного вещества. Далее цифровой маммограф с заранее установленным ПО для контрастной маммографии делает для каждой проекции 2 снимка, которые в дальнейшем проходят процедуру субтракции. Врач получает для каждой проеции 2 итоговых изображения, первый из которых является снимком, ничем не отличающимся от обычной маммографии, второй уже содержит информацию только о распределении контрастного вещества в молочных железах. 
Исследование является альтернативой МРТ молочной железы, позволяет получить практически сходные результаты, при гораздо меньшей стоимости исследования. 

## Дополнительные методы исследования
Кроме скринингового метода обследования, существуют дополнительные диагностические методы, одним из которых является биопсия (пункция) молочной железы под рентгеновским и ультразвуковым контролем. Обычно пункция показана тем пациенткам, у которых обнаружено какое-либо образование в молочной железе.
Биопсию под контролем ультразвука проводят при наличии кист (полостей, заполненных жидкостным содержимым), когда врачам нужно исследовать содержимое кисты, и/или опухолевых образований, хорошо видимых при проведении ультразвукового исследования. Пункцию проводят в положении пациентки лежа, делают местное обезболивание — подкожно вводят раствор обезболивающего лекарства. Врач вводит иглу в молочную железу и одновременно контролирует её продвижение в тканях с помощью ультразвукового аппарата. Процедура длится от нескольких минут до получаса в зависимости от расположения и количества образований, из которых врач планирует взять материал для исследования. Данный метод безопасен для пациенток и малоболезненный, хотя женщины могут испытывать определённый дискомфорт.
Показания для выполнения биопсии под контролем рентгеновской маммографии самые широкие. Но, в первую очередь, это образования, не определяющиеся другими методами, УЗИ и МРТ — микрокальцинаты, нарушения пространственной структуры тканей. Во-вторых, опухоли малого размера (менее 1-2 см). Надо отметить, что под контролем маммографии можно делать биопсию практически любого образования в молочной железе.
На маммографе выполняют двухмерную биопсию, то есть когда высчитываются две координаты расположения образования x и y. Метод двухмерной биопсии применяют при наличии прощупываемых (пальпируемых) образований (то есть большого размера, которые можно почувствовать пальцами при ощупывании) и для отметки расположения опухоли «проводниками» перед операцией: опухоли, которые не прощупываются пальцами, удалять хирургу сложно, так как их трудно найти в толще молочной железы; в помощь хирургу перед операцией в опухоль вводят проводник, представляющий собой проволоку с «крючком» на конце для закрепления в тканях. Хирург удаляет часть молочной железы, поражённую опухолью, легко и быстро находя её по проводнику. Двухмерная биопсия и введение проводников проводятся с применением специальной матричной прижимной пластины. Эта пластина имеет отверстия с координатами, которые помогают определить нахождение образования(ий) по осям x, y. После введения иглы глубину (положение по оси z) проверяют по перпендикулярному снимку.

Однако в клиниках, оборудованных современными маммографами, осуществляют стереотаксическую биопсию. Биопсию называют «стереотаксической», если делается два снимка под углами, по которым можно высчитать все три координаты (x, y, z) расположения образования в молочной железе. Существуют специализированные маммографы — такие как Giotto 3DL со столом MAMMOBED. Женщина во время процедуры лежит на животе, а молочная железа располагается в отверстии в столе; врач проводит манипуляции под столом. Такая конструкция аппарата имеет преимущество — пациентка не видит, что делает врач. Ограничение использования — молочные железы малого размера. При это маммограф Giotto может проводить маммографию и биопсию в вертикальном положении, а для горизонтальной биопсии наклоняться на 90 градусов.
В настоящее время многие фирмы производят маммографы, к которым легко присоединяется стереотаксическая биопсическая приставка, позволяющая проводить пункцию стоя или сидя (Giotto, Philips, Siemens, IMS, Hologic, General Electric, Fujifilm, Adani и др.). 

Кроме двухмерной биопсии, также существует новая томосинтезная биопсия (маммограф Giotto Tomo). Если опухоль видно только на томосинтезе (такое встречается достаточно часто), то пропунктировать такое новообразование можно только на томосинтезной биопсии. Томосинтезная биопсия намного проще, так как на ней надо указать опухоль только на 1 срезе. Если есть желание пропунктировать на стереотаксисе, он тоже есть. Но там стандартно надо указать опухоль на 2 из 3 снимков, что бывает сложно. Но при любом способе выполнения биопсии иглодержатель на маммографе Giotto Tomo можно повернуть под любым углом. Можно сделать прямую, можно косую, а можно боковую биопсию мгновенно, без смены адаптера. Это важно для небольших желез или для новообразований, которые располагаются рядом с кожей и / или сосудами. Кроме того биопсия на маммографе Giotto Tomo может выполняться как сидя, так и лежа (пациент может лежать на столе лицом вниз, а грудь выводится в специальное окно стола Giotto).

```
Все время, пока проводят процедуру, молочная железа должна находиться в сжатом состоянии и не сдвигаться. Если манипуляция выполняется на маммографе с цифровым детектором, то процедура длится несколько минут, примерно 10-15 минут. Данный метод малоболезненный. Недостаток — во время получения маммограмм женщины получают дозу рентгеновского излучения. Однако надо отметить, что эта доза довольна мала, особенно при использовании современных маммографов, и вред от рентгеновского излучения многократно перекрывается пользой от своевременной постановки правильного диагноза.
```

Биопсию выполняют также под контролем магнитно-резонансной томографии (МРТ). Разработаны специальные приспособления для стереобиопсии. Однако, метод имеет свои ограничения — некоторые образования не видны на МРТ, такие как микрокальцинаты. Также этот метод весьма дорогостоящий и длительный (стандартное исследование молочных желез занимает 30—40 мин, стереобиопсия — около часа) и поэтому не получил широкого распространения.

## Критика
Датский врач, один из основателей «Кокрановского сотрудничества», автор многочисленных систематических обзоров клинических испытаний, опубликованных Кокрановской библиотекой, и более чем 70 публикаций в ведущих медицинских журналах Петер Гётше выступил с жёсткой критикой маммографии, используемой для скрининг-диагностики рака молочной железы у женщин, аргументируя это тем, что нет оснований для повсеместного скрининга женщин старше определённого возраста. По мнению Гётше, скрининг с помощью маммографии не только не полезен, но и приводит к огромному вреду, который заключается в гипердиагностике и избыточном лечении здоровых женщин. Критический взгляд Гётше основан на проведённом им систематическом обзоре исследований скрининговой маммографии, который под заголовком «Оправдана ли польза от скрининга рака молочной железы с помощью маммографии?» (Is screening for breast cancer with mammography justifiable?) был опубликован в медицинском журнале The Lancet в 2000 году. В своём систематическом обзоре из-за нарушений в проведении рандомизации Гётше признал несостоятельными 6 из 8 клинических испытаний.
В 2006 году статья Гётше о скринговой маммографии была опубликована онлайн в European Journal of Cancer до печати. Журнал позже удалил это исследование со своего сайта без проведения формальной процедуры отзыва статьи. Статью позже опубликовал журнал Danish Medical Bulletin с короткой заметкой главного редактора, а Гётше и его соавторы сообщили, что удаление статьи с сайта журнала не было с ними согласовано.
В 2002 году была опубликована книга Гётше «Скрининговая маммография: правда, ложь и скандал» (Mammography Screening: Truth, Lies and Controversy).